# Yannick Bapupa
Yannick Ngabu Bapupa, född 21 januari 1982 i Kinshasa, Zaire (numera Demokratiska republiken Kongo), är en kongolesisk fotbollsspelare (mittfältare) som för närvarande är kontraktslös

## Karriären
Bapupa skrev efter säsongen 2009 på för Kalmar FF och lämnade därmed seriekonkurrenten Gefle IF efter 4 säsonger där. Han har även spelat i Djurgårdens IF tillsammans med landsmannen René Makondele, som även han under en tid spelade i Gefle. Inför säsongen 2012 skrev Bapupa på för Väsby United.
Bapupa har spelat i flera landskamper för Kongo.

### Meriter
- SM-guld 2002, 2003 (med Djurgården)
- Svenska Cupen-seger 2002, 2004 (med Djurgården)
- Svenska Cupen-finalist 2005 (med Åtvidabergs FF) och 2006 (med Gefle)

### Statistik: seriematcher / mål
- 2012: –
- 2009: 24/3
- 2008: 30/3
- 2007: 15/2
- 2006: 23/4
- 2005: 24/6
- 2004: 20/1
- 2003: 12/1
- 2002: 10/1

## Privatlivet
Den 24 juli 2007 dömdes Bapupa för misshandel, olaga frihetsberövande och olaga hot av Gävle tingsrätt som dock ogillade åtalet avseende grov kvinnofridskränkning. Målsägande var Bapupas hustru. Påföljden bestämdes till skyddstillsyn med övervakning samt föreskrift om att genomföra 90 timmar samhällstjänst och 80 timmar gruppterapi jämte ett alternativt straff på fängelse för det fall att påföljden skulle misskötas. Tingsrätten beslutade i domen att Bapupa även skulle återbetala 40 000 kronor till staten för kostnader för den offentliga försvararen och för målsägarbiträdet.
I mars 2010 dömdes Bapupa av Hovrätten för Nedre Norrland till två års fängelse för våldtäkt på en då 19-årig kvinna, efter att ha friats i tingsrätten ett par månader tidigare. Åklagaren hade även yrkat på utvisning vilket dock inte bifölls av rätten. 13 april 2010 överklagade Babupa den fällande domen till Högsta domstolen. HD valde dock inte att pröva fallet och därmed stod domen fast.
7 juni 2011 blev Bapupa villkorligt frigiven från det senare straffet. Kalmar FF fick rätt att vägra betala hans lön och kunde dessutom avskeda honom, vilket också skedde.

### Webbsidor
- Yannick Bapupa på Svenska Fotbollförbundets webbplats

Bapupa klar för Kalmar FF (2009-11-05)